# Cserkaszi
Cserkaszi (ukránul: Черкаси, oroszul: Черкассы Cserkasszi) város Ukrajna középső részén. A Cserkaszi terület és a Cserkaszi járás közigazgatási központja. 
Kijevtől 200 km-re délre, a Kremencsuki-víztározó mellett fekszik.

## Közlekedés
- A Moszkvából Odesszába tartó vasút átmegy a városon. Itt szeli át a Dnyepert egy 12 km hosszú kombinált vasúti és közúti híd.

## Felsőoktatás
Két egyeteme van: a Bohdan Hmelnickij Nemzeti Egyetem és a Cserkaszi Állami Műszaki Egyetem.

## Népessége
- 1897: 29 600 fő
- 1910: 39 600 fő
- 1926: 39 500 fő
- 1939: 51 600 fő
- 1959: 85 000 fő
- 1970: 158 000 fő
- 1977: 229 000 fő
- 1984: 267 000 fő
- 2005: 293 000 fő

## Testvérvárosai
- Bydgoszcz (Lengyelország)
- Santa Rosa (USA)
- Perm (Oroszország)